# Ada Tschechowa
Ada Mikhaïlovna Tchekhova ou Tschechowa selon la graphie allemande, née le 9 septembre 1916 à Moscou et morte le 28 janvier 1966 dans une catastrophe aérienne à Brême (Allemagne), est une actrice allemande.
Elle retrouva sa mère en 1924 à Berlin, qu'elle rejoignit avec sa grand-mère et sa petite-cousine, la future actrice Marina Ried.

## Biographie
Fille de l'actrice germano-russe, Olga Tschechowa, née Olga von Knipper, et de l'acteur Michael Tchekhov, neveu d'Anton Tchekhov qui émigra aux États-Unis, elle se consacre au théâtre en Allemagne, alors que sa mère était une actrice de cinéma.
De son époux Wilhelm Rust, elle a une fille actrice dont le nom de scène est Vera Tschechowa.